# Barbican à poitrine rouge
Pogonornis dubius
Espèce
Statut de conservation UICN

 LC  : Préoccupation mineure
Le Barbican à poitrine rouge (Pogonornis dubius) est une espèce d'oiseaux de la famille des Lybiidae.
L'aire de répartition de cet oiseau s'étend à travers l'Afrique de l'Ouest : de la Gambie à la République centrafricaine.

## Liens externes

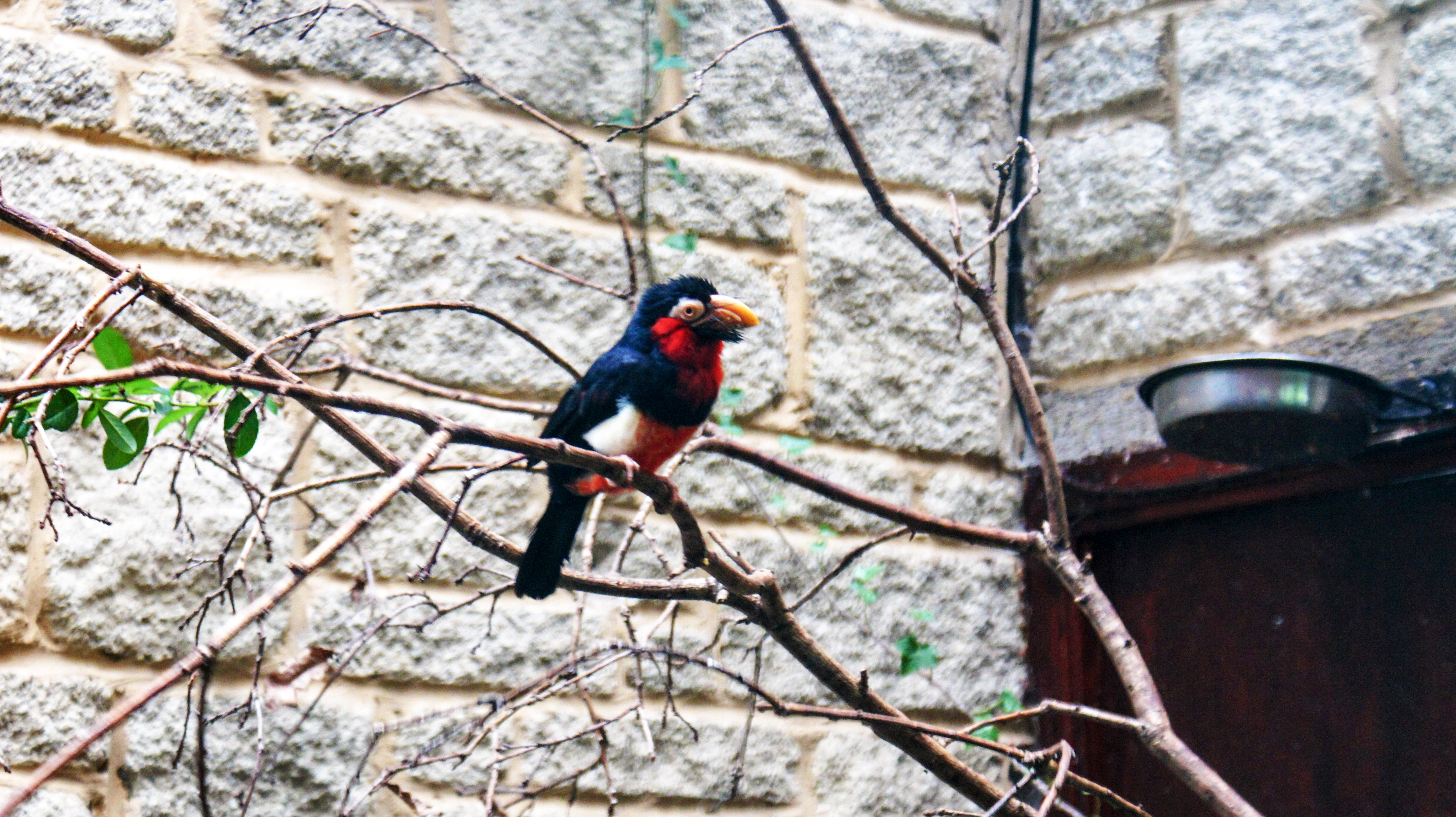